# Associazione Calcio Seregno 1939-1940
Questa voce raccoglie le informazioni riguardanti  l'Associazione Calcio Seregno nelle competizioni ufficiali della stagione 1939-1940.

## Rosa
| N. |                   | Ruolo | Calciatore        |
| -- | ----------------- | ----- | ----------------- |
|    | Italia (bandiera) | A     | Alberto Barzaghi  |
|    | Italia (bandiera) | C     | Gino Barzaghi     |
|    | Italia (bandiera) | C     | Aurelio Biassoni  |
|    | Italia (bandiera) | D     | Aldo Bighellini   |
|    | Italia (bandiera) | P     | Amos Bighellini   |
|    | Italia (bandiera) | A     | Amedeo Caniati    |
|    | Italia (bandiera) | D     | Felice Como       |
|    | Italia (bandiera) | A     | Luigi Facchin     |
|    | Italia (bandiera) | A     | Stefano Ferrari   |
|    | Italia (bandiera) | P     | Giovanni Galliani |
|    | Italia (bandiera) | A     | Luigi Gallanti    |

| N. |                   | Ruolo | Calciatore      |
| -- | ----------------- | ----- | --------------- |
|    | Italia (bandiera) | D     | Filippo Marelli |
|    | Italia (bandiera) | A     | Ermanno Moalli  |
|    | Italia (bandiera) | A     | Luigi Obuel     |
|    | Italia (bandiera) | D     | Luigi Quarone   |
|    | Italia (bandiera) | C     | Carlo Scappa    |
|    | Italia (bandiera) | D     | Ernesto Stuppi  |
|    | Italia (bandiera) | D     | Franco Ventura  |
|    | Italia (bandiera) | D     | Luigi Villa     |
|    | Italia (bandiera) | D     | Enzo Zambetti   |
|    | Italia (bandiera) | P     | Piero Zappa     |